# 拉穆伊
拉穆伊（法語：Lamouilly，法語發音：[lamuji]）是法国默兹省的一个市镇，属于凡尔登区。

## 地理
拉穆伊（49°32'51"N, 5°14'3"E）面积4.76 平方千米，位于法国大東部大區默兹省，该省份为法国西北部内陆省份，北与比利时接壤，西接马恩省和阿登省，南至上马恩省和孚日省，东临默尔特-摩泽尔省。
与拉穆伊接壤的市镇（或旧市镇、城区）包括：比耶夫尔、希耶尔河畔拉费泰、布鲁埃讷、内普旺、希耶尔河畔奥利济。

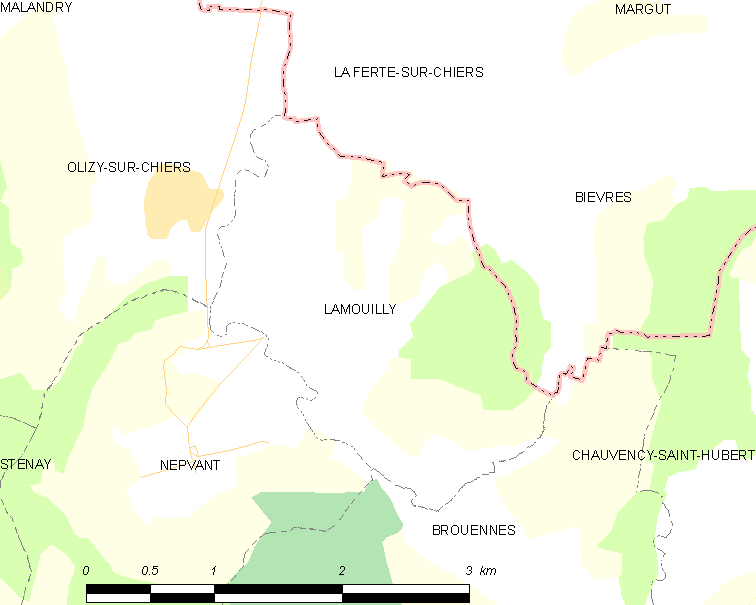
拉穆伊的OSM定位图

拉穆伊的时区为UTC+01:00、UTC+02:00（夏令时）。

## 行政
拉穆伊的邮政编码为55700，INSEE市镇编码为55275。

## 政治
拉穆伊所属的省级选区为斯特奈县。

## 人口

1962-2008年间拉穆伊人口变化图示

拉穆伊于2022年1月1日时的人口数量为84人。